# The Gender of the Gift
The Gender of the Gift. Problems with Women and Problems with Society in Melanesia (deutsch Das Geschlecht der Gabe. Probleme mit Frauen und Probleme mit Gesellschaft in Melanesien) ist ein Buch der britischen Sozialanthropologin Marilyn Strathern aus dem Jahr 1988. Es basiert auf Stratherns Forschung im Hochland von Papua-Neuguinea, die sie von den frühen 1960er Jahren bis in die 1980er Jahre durchgeführt hatte, und widmet sich Fragen des Geschlechts und seiner Rolle für melanesische Gesellschaften. Im Zentrum des Buches steht die Frage, wie sich die Beziehungen zwischen weiblichem und männlichem Geschlecht in Papua-Neuguinea und anderen Regionen Melanesiens anhand emischer Begriffe und Kategorien verstehen lassen. 

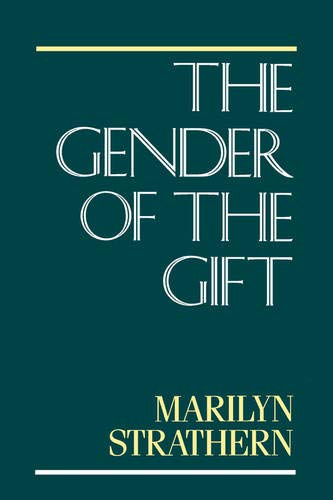
The Gender of the Gift (Paperback-Einband)

Über die verschiedenen Kapitel hinweg stellt Strathern eine melanesische Theorie von Geschlecht in Ritualen, Wirtschaftsbeziehungen und öffentlichem Leben immer wieder Denkansätzen gegenüber, die sie als klassisch westlich bezeichnet: etwa dem Gegensatz von Individuum und Kollektiv, der Idee der Ausbeutung oder der Vorstellung des Subjekts als Urheber seiner eigenen Handlungen. The Gender of the Gift ist der Versuch Stratherns, solche Denkansätze zu problematisieren und nachzuvollziehen, warum sie in der Ethnologie der 1980er Jahre zunehmend unfruchtbar geworden waren. In ihrem Werk stellt The Gender of the Gift einen Scheidepunkt dar: In weiten Teilen revidiert es frühere Arbeiten Stratherns, insbesondere Women in Between (1972). Es blickt differenziert auf die Einflüsse von Feminismus und marxistischer Theorie auf Stratherns Forschung und die Ethnologie der Zeit, distanziert sich aber auch von älteren ethnografischen Ansätzen wie denen Claude Levi-Strauss’ oder Marcel Mauss’, auf den der Titel des Werkes anspielt. 
Das Buch bildet eine Art Abschluss von Stratherns klassisch-melanesischer Schaffensperiode; in der Folge konzentrierte sich Strathern immer stärker auf die Implikationen von Wissenschaft, Technik und Neoliberalismus auf Geschlechter- und Sozialverhältnisse in westlich geprägten Gesellschaften. Dennoch steht es paradigmatisch für das spätere Denken Stratherns und nimmt zahlreiche Themen und Argumente folgender Werke vorweg, etwa den perspektivischen Charakter von Verbindungen oder die Abkehr von Dualismen als Erklärungsmuster. The Gender of the Gift gilt als ein Klassiker der Ethnologie und der Geschlechterforschung, zugleich aber als schwer zugänglich.